# Baksa
Baksa es un pueblo ubicado en el condado de Baranya, Hungría.

## Superficie
Posee una superficie de 13,82 kilómetros cuadrados.

## Demografía
Hasta 2021 la población era de 756 habitantes, con una densidad de población de 54,70 habitantes por kilómetro cuadrado.